# Brutal Assault
Brutal Assault je heavy metal festival na otvorenom koji se svake godine početkom kolovoza održava u tvrđavi Josefov u češkom gradu Jaroměř. Moto festivala je "Protiv nasilja i netolerancije".

## Povijest festivala
Prvi izdanje festivala je održano 1995. godine, te su u početku nastupali uglavnom grindcore sastavi. Dugi niz godina bio je mali festival na kojem su nastupali lokalni sastavi iz Češke i Slovačke, međutim kako je rastao svake godine, krajem 2000-ih postaje najveći ekstremni metal festival u središnjoj Europi. Održava se u tvrđavi Josefov koju je krajem 18. stoljeća izgradio car Josip II, na dvije glavne pozornice. Svake godine ima oko 15.000 posjetilaca, te predstavnici grada kao i većina mještana pozitivno reagira na festival zbog ekonomskih dobitaka za vrijeme njegovog održavanja.

## Sastavi
Poznatiji sastavi koji su nastupali na festivalu:
- Aborted
- Agnostic Front
- Amon Amarth
- Anaal Nathrakh
- Arch Enemy
- Arkona
- At the Gates
- Be'lakor
- Benighted
- The Black Dahlia Murder
- Cannibal Corpse
- Cattle Decapitation
- Children of Bodom
- Converge
- Crowbar
- Darkest Hour
- Decapitated
- Dew-Scented
- Dimmu Borgir
- Dying Fetus
- Exodus
- The Exploited
- Fear Factory
- Finntroll
- Forbidden
- Gojira
- Gorgoroth
- Hatebreed
- Heaven Shall Burn
- Immolation
- Immortal
- Kataklysm
- Kreator
- Kvelertak
- Lock Up
- Machine Head
- Ministry
- Moonspell
- Morbid Angel
- Motörhead
- Municipal Waste
- Napalm Death
- Nile
- Paradise Lost
- Pig Destroyer
- Rotting Christ
- Satyricon
- Septicflesh
- Sepultura
- Sick of It All
- Six Feet Under
- Skeletonwitch
- Soilwork
- Suffocation
- Suicidal Angels
- Suicidal Tendencies
- Tankard
- Toxic Holocaust
- Unearth
- Vader

## Vanjske poveznice
- Službena stranica